# كفر شحاتة
قرية كفر شحاتة هي إحدى القرى التابعة لمركز العياط في محافظة الجيزة في جمهورية مصر العربية. حسب إحصاءات سنة 2006، بلغ إجمالي السكان في كفر شحاتة 3606 نسمة، منهم 1783 رجل و1823 امرأة.